# Övre Bosjön
Övre Bosjön är en sjö i Lindesbergs kommun i Västmanland och ingår i Norrströms huvudavrinningsområde. Sjön har en area på 0,227 kvadratkilometer och ligger 47,1 meter över havet.

## Delavrinningsområde
Övre Bosjön ingår i det delavrinningsområde (660088-146874) som SMHI kallar för Utloppet av Vedevågssjön. Medelhöjden är 62 meter över havet och ytan är 27,85 kvadratkilometer. Räknas de 55 avrinningsområdena uppströms in blir den ackumulerade arean 1 295,73 kvadratkilometer. Arbogaån som avvattnar avrinningsområdet har biflödesordning 2, vilket innebär att vattnet flödar genom totalt 2 vattendrag innan det når havet efter 196 kilometer. Avrinningsområdet består mestadels av skog (58 procent) och jordbruk (20 procent). Avrinningsområdet har 1,69 kvadratkilometer vattenytor vilket ger det en sjöprocent på 6 procent. Bebyggelsen i området täcker en yta av 0,18 kvadratkilometer eller 1 procent av avrinningsområdet.